# Contrail
Contrail — японская компания, занимавшаяся разработкой видеоигр как внутренняя студия Sony Computer Entertainment.
Студия была открыта 16 октября 1997 года, во главе которой был поставлен Такахиро Канеко. Между 1998 и 2000 годами Contrail контролировали процесс разработки нескольких игр для PlayStation от сторонних разработчиков, после чего в августе 2000 года компания была реорганизована в структуру Sony Computer Entertainment.

## Игры
| Название                       | Дата выхода     | Разработчик        | Платформы   |
| ------------------------------ | --------------- | ------------------ | ----------- |
| Legend of Legaia               | 29 октября 1998 | Prokion            | PlayStation |
| Tamago de Puzzle               | 20 мая 1999     | Matrix Software    | PlayStation |
| Linda3 Again                   | 3 июня 1999     | Alfa System        | PlayStation |
| Ore no Shikabane wo Koete Yuke | 17 июня 1999    | Alfa System        | PlayStation |
| Wild Arms 2                    | 2 сентября 1999 | Media.Vision       | PlayStation |
| Alundra 2                      | 18 ноября 1999  | Matrix Software    | PlayStation |
| Tiny Bullets                   | 13 апреля 2000  | Kuusoukagaku Corp. | PlayStation |
| Boku no Natsuyasumi            | 22 июня 2000    | Millennium Kitchen | PlayStation |